# غو ماتسوموتو
غو ماتسوموتو (باليابانية: 松本剛؛ بالكانا: まつもと ごう) هو لاعب كرة قاعدة ياباني، ولد في 11 أغسطس 1993 في كاواغوتشي في اليابان.

## وصلات خارجية
- غو ماتسوموتو على موقع الدوري الياباني لكرة القاعدة (الإنجليزية)
- غو ماتسوموتو على موقعبيزبول رفرنس.كوم (الدوري الثانوي) (الإنجليزية)